# Diario Castellanos
Diario Castellanos es un periódico de la ciudad argentina de Rafaela, departamento Castellanos, provincia de Santa Fe, República Argentina. Fue fundado por leonel Pérez Torrez y Juan B. fanixnino el 7 de septiembre de 1938 en la ciudad de Rafaela
Su director es Jorge Milia. Está inscrito bajo el registro de Propiedad Intelectual Nro. 84.363.

Está adherido a ADEPA (Asociación de Entidades Periodísticas Argentinas) y a ADIRA (Asociación de Diarios del Interior de la República Argentina).
Tiene una tirada promedio de 4 300 ejemplares, y se imprime de lunes a sábado. Tiene también una versión web.

## Historia
Fue fundado el 7 de septiembre de 1938 en la ciudad de Rafaela, por Francisco Pérez Torres y Juan B. Audenino.
Está adherido a ADEPA (Asociación de Entidades Periodísticas Argentinas) y a ADIRA (Asociación  de Diarios del Interior de la República Argentina). Su director es Jorge Millia y está inscrito bajo el registro de propiedad intelectual Nro. 84363.

## Actualidad
Se edita de lunes a sábados.

## Orientación política
Tiene una línea conservadora, expresión de sectores de la Iglesia Católica, las Fuerzas Armadas y los productores agropecuarios argentinos.